# Rue de la Saunerie
La rue de la Saunerie est une ancienne rue de Paris, disparue en 1854. Elle était située dans l'ancien 4e arrondissement (actuel 1er arrondissement).

## Situation
Cette rue commençait aux 2-4, quai de la Mégisserie et finissait aux 11-13, rue Saint-Germain-l'Auxerrois. Elle était située dans l'ancien 4e arrondissement dans le quartier du Louvre.
Les numéros de la rue étaient noirs, le dernier numéro impair était le no 11 et le dernier numéro pair était le no 10.

## Origine du nom
Cette rue doit son nom parce que la « maison de la marchandise de sel » y était située à proximité.

## Historique
Cette rue qui se prolongeait initialement, en retour, jusqu'à la rue Saint-Denis était désignée, en 1256, 1267 et 1407, sous le nom de « rue de la Saulnerie ».
Elle est citée dans Le Dit des rues de Paris, de Guillot de Paris, sous la forme « rue de la Saunerie », car la maison de la marchandise de sel y était située à proximité à côté du Grand Châtelet, que la collecte de 1313 nomme « faute du pont de la Saunerie ». Cette maison, devenue par la suite le Grenier à Sel, n'a été transférée rue Saint-Germain-l'Auxerrois qu'en 1698.
En 1400, la rue de la Saunerie est l'une des rares rues à être pavée.
Elle est citée sous le nom de « rue de la Petite-Poissonnerie » dans un manuscrit de 1636. 
On trouve cette rue orthographiée à tort « rue Sonnerie, ».
Dans ses mémoires, chapitre XL, Eugène-François Vidocq évoque le nom de cette rue avec l'orthographe suivante : Rue de la Sonnerie.
Lors du percement du boulevard de Sébastopol et de l'élargissement de la place du Châtelet vers l'ouest, la rue est englobée et disparait en 1854 lors de la construction du théâtre du Châtelet. 

La rue de la Saunerie située à proximité de la place du Châtelet
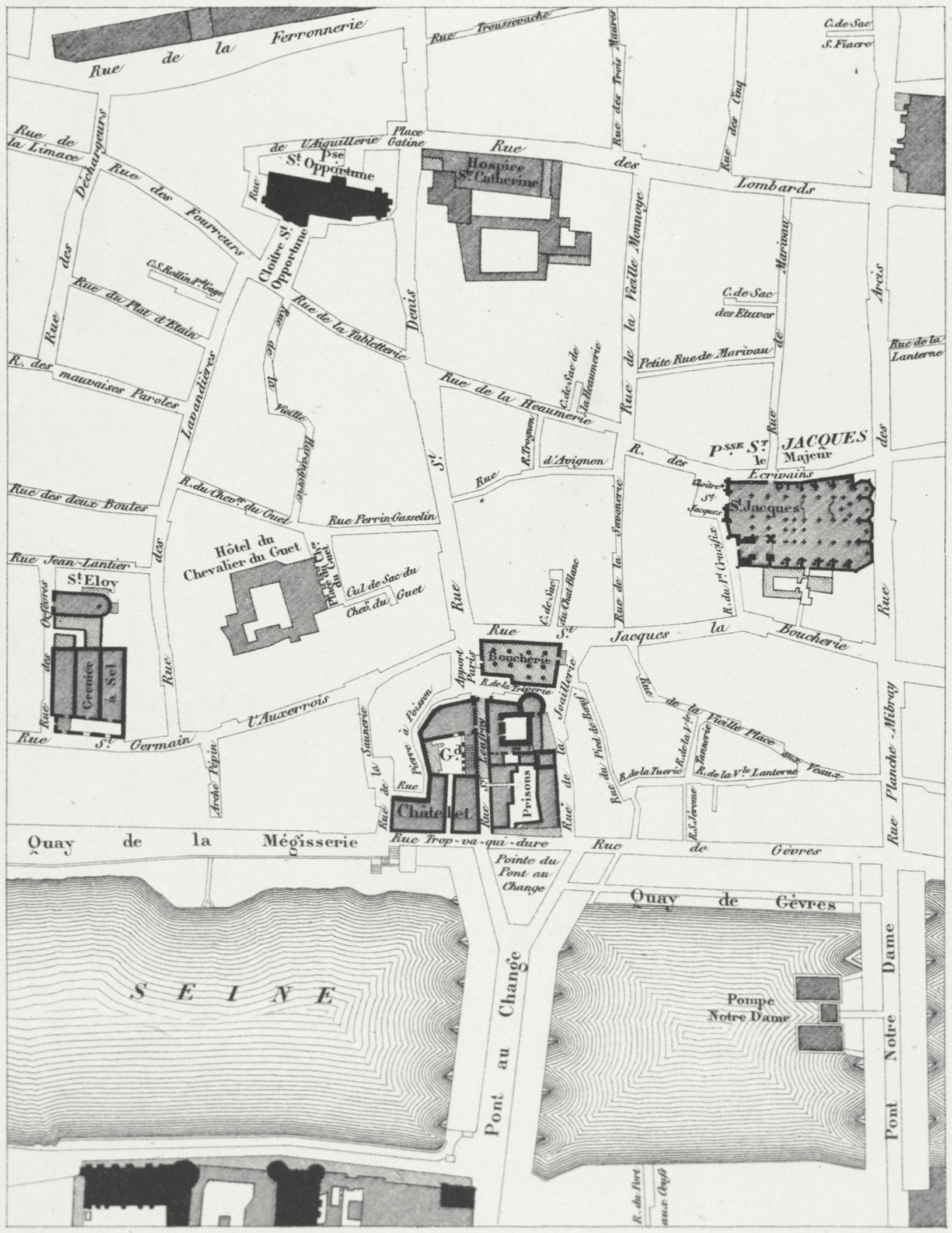
En 1750.
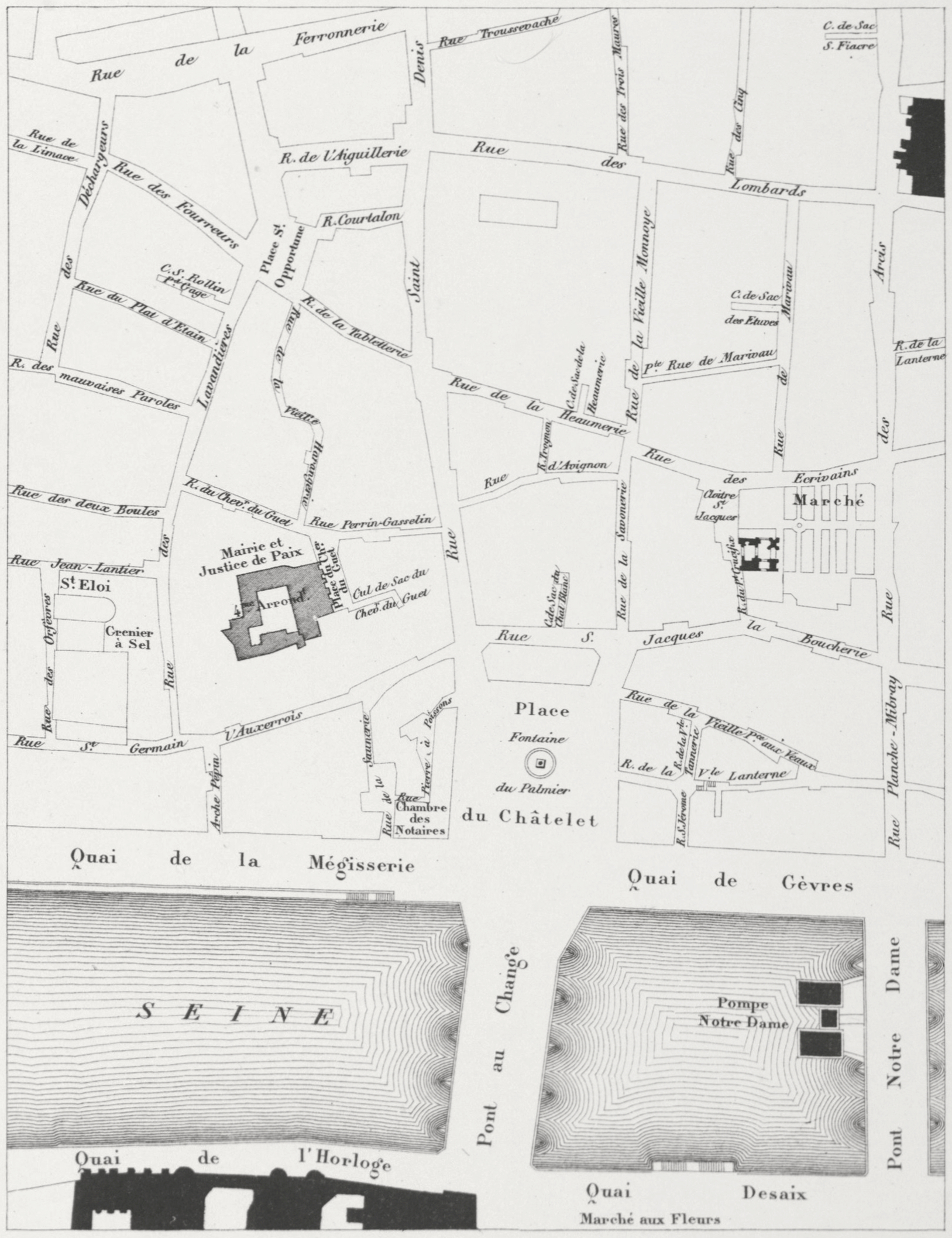
En 1836.